# أبناء ثانون
أبناء ثانون (بالإنجليزية: Second Sons)‏ هي الحلقة الثامنة من الموسم الثالث من المسلسل الفانتازي صراع العروش، والمُقتبس من سلسلة روايات أغنية الجليد والنار للمؤلف جورج ر. ر. مارتن، وهي الحلقة رقم 28 من المسلسل ككل. عُرضت الحلقة لأول مرة في 19 مايو 2013، على شبكة إتش بي أو المُنتجة للمسلسل، وكانت من كتابة ديفيد بينيوف، ودي. بي. وايس، ومن إخراج ميشيل ماكلارين.

## ملخص الحلقة
تمّ زفاف (سانسا) و (تيريون) في هذه الحلقة، وفي غُرفة النوم يُخبِر (تيريون) (سانسا) أنّه لم يلمِسها ما دامت لا تُريد ذلك. يُخبِر (الكلب) (آريا) أنّهم سيذهبان إلى «التوأمان» -حيث يُقام زواج (إدمور) على ابنة (فراي)- ينويّ تسليم (آريا) إلى أخيها (روب) مقابل فدية. وفي «قلعة صخر التنين» يُحرّر (ستانِس) صديقه (دافوس) كما تَصِل (ميليساندري) برفقة (غيندري) وتستخرج منه الدَم الملكي، وعي طِقوسِهم السحريّة يُلقي ستانِس في النار ويذكُر ثلاث أسماء: (روب ستارك)، (بايلون غريجوي)، (جوفري براثيون). وما زال (سام) هارِباً ويهجُم عليه أحد السائرين البيض يُحاول (سام) قتله ولكنّه يفشل المرّة الأولى، فيقوم باستخدام الخِنجَر الذي وجده ويقتله -وهو السلاح الوحيد الذي يقتلهم-، ويستمر مع (جيلي) في السير.

## الإنتاج
سيناريو الحلقة كان من كتابة ديفيد بينيوف، ودي. بي. وايس، وأُختيرت ميشيل ماكلارين لإخراجها. كان كريس سيجر مديرًا لتصوير الحلقة، وفرانسيس باركر محررةً لها، أما موسيقى الحلقة التصويرية فكانت من تلحين رامين جوادي.

## نسب المشاهدة
| الموسم | الموسم | رقم الحلقة | رقم الحلقة | رقم الحلقة | رقم الحلقة | رقم الحلقة | رقم الحلقة | رقم الحلقة | رقم الحلقة | رقم الحلقة | رقم الحلقة | المتوسط |
| الموسم | الموسم | 1          | 2          | 3          | 4          | 5          | 6          | 7          | 8          | 9          | 10         | المتوسط |
| ------ | ------ | ---------- | ---------- | ---------- | ---------- | ---------- | ---------- | ---------- | ---------- | ---------- | ---------- | ------- |
|        | 1      | 2.22       | 2.20       | 2.44       | 2.45       | 2.58       | 2.44       | 2.40       | 2.72       | 2.66       | 3.04       | 2.52    |
|        | 2      | 3.86       | 3.76       | 3.77       | 3.65       | 3.90       | 3.88       | 3.69       | 3.86       | 3.38       | 4.20       | 3.80    |
|        | 3      | 4.37       | 4.27       | 4.72       | 4.87       | 5.35       | 5.50       | 4.84       | 5.13       | 5.22       | 5.39       | 4.97    |
|        | 4      | 6.64       | 6.31       | 6.59       | 6.95       | 7.16       | 6.40       | 7.20       | 7.17       | 6.95       | 7.09       | 6.84    |
|        | 5      | 8.00       | 6.81       | 6.71       | 6.82       | 6.56       | 6.24       | 5.40       | 7.01       | 7.14       | 8.11       | 6.88    |
|        | 6      | 7.94       | 7.29       | 7.28       | 7.82       | 7.89       | 6.71       | 7.80       | 7.60       | 7.66       | 8.89       | 7.69    |
|        | 7      | 10.11      | 9.27       | 9.25       | 10.17      | 10.72      | 10.24      | 12.07      | غ/م        | غ/م        | غ/م        | 10.26   |
|        | 8      | 11.76      | 10.29      | 12.02      | 11.80      | 12.48      | 13.61      | غ/م        | غ/م        | غ/م        | غ/م        | 11.99   |

## وصلات خارجية
- أبناء ثانون على موقع IMDb (الإنجليزية)
- أبناء ثانون على موقع ميتاكريتيك (الإنجليزية)
- أبناء ثانون على موقع روتن توميتوز (الإنجليزية)
- أبناء ثانون على موقع أول موفي (الإنجليزية)